# Bipinnula
Bipinnula Comm. ex Juss. 1789, es un género de orquídeas de hábito terrestre. En él se incluyen diez especies.
Las especies que componen este género están distribuidas por los estados del sur de Brasil, Uruguay, el noreste, suroeste y sur de Argentina y Chile, a baja altitud. Tres especies se registran en el Brasil.  Todas las especies chilenas presentan inflorescencias multiflorales, las brasileñas uniflorales.
Son plantas herbáceas terrestres, con  un período de latencia en forma tuberosa que resiste incluso a las sequías prolongadas y a los incendios.
Presentan pseudotallo herbáceo, con pocas flores o una flor apical, con sépalos y pétalos muy diferentes, los sépalos laterales son estrechos y se extienden hasta el extremo que termina en una especie de franja que se asemeja a una pluma.

## Taxonomía
El género fue descrito por Comm. ex Juss. y publicado en Genera Plantarum 65. 1789. La especie tipo es Bipinnula biplumata (L.f.) Rchb.f., originalmente Arethusa biplumata L.f.
Etimología
Bipinnula: nombre genérico que proviene del latín: bi = "dos" y pinnula = "pequeña pluma", lo que parecen sus sépalos vistos lateralmente.

## Especies
1. Bipinnula biplumata (L.f.) Rchb.f., Xenia Orchid. 3: 62 (1883).
2. Bipinnula canisii Dutra ex Pabst, Arq. Bot. Estado São Paulo, n.s., f.m., 3: 109 (1955).
3. Bipinnula ctenopetala Schltr., Repert. Spec. Nov. Regni Veg. Beih. 35: 24 (1925).
4. Bipinnula fimbriata (Poepp.) I.M.Johnst., Contr. Gray Herb., n.s., 85: 28 (1929).
5. Bipinnula gibertii Rchb.f., Linnaea 41: 51 (1876).
6. Bipinnula montana Arechav., Anales Mus. Nac. Montevideo 2: 282 (1899).
7. Bipinnula plumosa Lindl., Quart. J. Roy. Inst. Gr. Brit., n.s., 1: 51 (1827).
8. Bipinnula polysyka Kraenzl., Bot. Jahrb. Syst. 9: 317 (1887).
9. Bipinnula taltalensis I.M.Johnst., Contr. Gray Herb., n.s., 75: 27 (1929).
10. Bipinnula volkmannii Kraenzl., Orchid. Gen. Sp. 2: 22 (1903).